# Megachile chinensis
Megachile chinensis là một loài Hymenoptera trong họ Megachilidae. Loài này được Radoszkowski mô tả khoa học năm 1874.